# Grand Prix de Monpazier
Le Grand Prix de Monpazier est une course cycliste française disputée sur un circuit fermé au village de Monpazier, dans le département de la Dordogne. Elle est organisée par le Vélo Club Monpaziérois
Cette épreuve fait actuellement partie du calendrier national de la Fédération française de cyclisme, en catégorie 1.40.1. Elle est donc ouverte aux amateurs titulaires d'une licence de première, deuxième ou troisième catégorie ainsi qu'aux cyclistes professionnels des équipes continentales,.

## Présentation
Le Grand Prix de Monpazier se déroule sur un court circuit fermé de 1,3 kilomètres à parcourir 65 fois, soit une distance de 84,5 kilomètres au total. 
Depuis 1976, il se dispute en nocturne.

## Palmarès
| Année     | Vainqueur           | Deuxième            | Troisième                 |
| --------- | ------------------- | ------------------- | ------------------------- |
| 1948      | Jules Pineau        | Paul Grellety       | Jacques Pineau            |
| 1949      | Joseph Bianco       |                     |                           |
| 1950      | Hervé Prouzet       | André Lesca         | Félix Merino              |
| 1951      | Roland Danguillaume | Roger Durand        | R. Roux                   |
| 1952      | Georges Gay         | Pierre Dos Santos   | Jules Pineau              |
| 1953      | Joseph Bianco       | Félix Bermudez      | Jacques Pineau            |
| 1954      | Antoine Sastres     | André Carré         | Settimo Perin             |
| 1955      | Jacques Bianco      | Félix Bermudez      | Joseph Bianco             |
| 1956      | Giovanni Gandin     |                     |                           |
| 1957      | Pierre Barrière     | Antoine Sastres     | Jules Pineau              |
| 1958      | André Lesca         |                     |                           |
| 1959      | Jules Pineau        | Pierre Barrière     | Édouard Audibert          |
| 1960      | Jacques Pineau      | Siro Bianchi        | André Lesca               |
| 1961      | Alfred Gratton      | Jacques Pineau      | J. Mazères                |
| 1962      | Alfred Gratton      | André Lesca         | Christian Pailler         |
| 1963      | Claude Cousseau     |                     |                           |
| 1964      | Alfred Gratton      |                     |                           |
| 1966-1974 | pas de course       | pas de course       | pas de course             |
| 1975      | Michel Fédrigo      | Patrick Audeguil    | Pierre Martelozzo         |
| 1976      | Daniel Barjolin     | Bernard Tomiet      | Michel Fédrigo            |
| 1977      | Gérard Prigent      |                     |                           |
| 1978      | Didier Lebaud       |                     |                           |
| 1979      | Joël Hurel          |                     |                           |
| 1980      | Fernand Lajo        |                     |                           |
| 1981      | Daniel Leveau       | Jean-Michel Avril   | Christian Muselet         |
| 1982      | Laurent Biondi      | Daniel Amardeilh    | Dante Cocolo              |
| 1983      | Daniel Leveau       | Alain Ignace        | Maurice Loustalot         |
| 1984      | Patrick Busolini    | Philippe Glowacz    |                           |
| 1985      | Philippe Tesnière   | Thierry Arquey      | Daniel Amardeilh          |
| 1986      | Hervé Desriac       | Michel Duffour      | Thierry Lorang            |
| 1987      | Franck Boucanville  | Hervé Gourmelon     | Yves Beau                 |
| 1988      | Philippe Delaurier  | Marino Verardo      | Daniel Mahier             |
| 1989      | Laurent Pieri       | Marino Verardo      | Pierre-Raymond Villemiane |
| 1990      | Gérard Ianotto      | Laurent Mazeaud     | José Marques              |
| 1991      | Lauri Resik         | Fernand Lajo        | Philippe Mondory          |
| 1992      | Sylvain Bolay       | Ludovic Auger       | Didier Rous               |
| 1993      | Marc Faure          | Denis Leproux       | Sylvain Bolay             |
| 1994      | Laurent Planchaud   | Christophe Allin    | Pascal Churin             |
| 1995      | Gérald Liévin       | Franck Morelle      | Thierry Ferrer            |
| 1996      | Jérôme Gourgousse   | Stéphane Bauchaud   | Yvan Becaas               |
| 1997      | Jacek Bodyk         | Marcus Ljungqvist   | Henryk Sobinski           |
| 1998      | Pascal Pofilet      | Marek Leśniewski    | David Fouchet             |
| 1999      | Marek Leśniewski    | Henryk Sobinski     | Ludovic Turpin            |
| 2000      | Éric Daragnès       | Éric Drubay         | David Schrall             |
| 2001      | Marek Leśniewski    | Sébastien Bordes    | Denis Leproux             |
| 2002      | Jean-Luc Delpech    | Dominique David     | Loïc Herbreteau           |
| 2003      | Lionel Chatelas     | Yvan Becaas         | Loïc Herbreteau           |
| 2004      | Stéphane Reimherr   | Jean-Luc Masdupuy   | Bartłomiej Matysiak       |
| 2005      | Stéphane Reimherr   | Loïc Herbreteau     | Tomasz Kaszuba            |
| 2006      | Jérôme Bonnace      | Fabien Copin        | Cédric Barre              |
| 2007      | Stéphane Reimherr   | Martial Roman       | Olivier Bossis            |
| 2008      | Samuel Plouhinec    | Fabien Fernandez    | Stéphane Reimherr         |
| 2009      | Samuel Plouhinec    | Tomasz Kaszuba      | Carl Naibo                |
| 2010      | Méven Lebreton      | Stéphane Reimherr   | Anthony Langella          |
| 2011      | Samuel Plouhinec    | Stéphane Reimherr   | Maxime Martin             |
| 2012      | Alexis Tourtelot    | Stéphane Reimherr   | Mickaël Szkolnik          |
| 2013      | Jean Mespoulède     | Julien Lamy         | Stéphane Reimherr         |
| 2014      | Martial Roman       | Julien Lamy         | Mickaël Szkolnik          |
| 2015      | Stéphane Reimherr   | Julien Lamy         | Nikita Kugaevskiy         |
| 2016      | Mickaël Larpe       | Martial Roman       | Julien Lamy               |
| 2017      | Loïc Herbreteau     | Martial Roman       | Jayson Valade             |
| 2018      | Thomas Chassagne    | Damien Lapouges     | Mickaël Guichard          |
| 2019      | Loïc Szewe          | Gabriel Peyencet    | Pierre Bonnet             |
| 2020      | Maxime Urruty       | Mickaël Guichard    | Kévin Besson              |
| 2021      | Thomas Devaux       | Jeroen van Krimpen  | Romain Feillu             |
| 2022      | Alex Haines         | Aurélien Costeplane | Léo Pendery               |
| 2023      | Killian Larpe       | Ben Carman          | Javier Ibáñez             |
| 2024      | Loris Coss          | Clément Le Boetez   | Lilian Langella           |
| 2025      | Markus Pajur        | Anthony Baudis      | Antonin Boissière         |